# Sepia stellifera
Sepia stellifera е вид главоного от семейство Sepiidae.

## Разпространение и местообитание
Видът е разпространен в Бангладеш, Виетнам, Индия (Андамански острови, Гоа, Гуджарат, Дадра и Нагар Хавели, Даман и Диу, Западна Бенгалия, Карнатака, Керала, Махаращра, Никобарски острови, Ориса и Тамил Наду), Индонезия (Суматра), Камбоджа, Малайзия (Западна Малайзия), Мианмар, Тайланд и Шри Ланка.
Обитава океани, морета и заливи.